# Norm Cox
Norman Lloyd „Norm“ Cox  (ur. 3 grudnia 1951 w Baton Rouge) – amerykański projektant interakcji, znany z zaprojektowania hamburger menu. Jako projektant wizualny tworzył ikony i interfejs graficzny komputera Xerox Star. Autor 29 patentów z zakresu interfejsu użytkownika. Pracował dla Xerox, Sun Microsystems i IBM.